# 冬夏雨晴
冬夏雨晴，馬來西亞音樂創作組合，2015年創團時由音樂創作人 James Woo（詹姆斯）領軍，團員有音樂製作人Andrew Low（劉永輝）和主唱 Lorraine Oh（胡雪雯），後來 2018 年再有另一位主唱沈貝芬 Bei Fern 的加入。音樂曲風走向清新療癒，歌曲在開始的階段以哼唱的方式演繹，為了讓音樂更完整呈現，在視覺上力求唯美的插畫與簡單動畫說故事，所以每一首歌都有一支用心製作的 MV。
每一首歌的製作時間都用上至少十個月，所以一年才會有一首作品。第二首作品《再見不是陌生人》在發表後被八度空間中文電視劇《逆光成長》導演郭福華相中選為電視劇主題曲《逆光》，也就是《再見不是陌生人》填上詞以後，而《再見不是陌生人》成了片尾曲。
2018 年詹姆斯在劉永輝 2017 年退團後一口氣獨自製作了兩首作品，適逢中秋節溫馨推出的《家的光》，以及最近才發表的《我可以忘記》，描述遠距離戀人的故事。在沒有音樂製作人退團的情況下，他必須獨自完成所有的事務，那是非常煎熬的十二個月。2018 年的兩首作品《家的光》以及《我可以忘記》都成功打入 Spotify 的獨家歌單“音乐流行榜”。
【冬夏雨晴】的所有作品都由詹姆斯作曲，大部份作品都是他二十多年前的創作。他從不懂音樂製作、不懂插畫、不懂動畫、不懂攝影、不懂後期等等的專業知識，但是為了完成夢想，一步一腳印跌跌撞撞中慢慢學習，每一首作品都嘗試突破自己做出許多的不可能。
《我可以忘記》的視覺 MV，從原本的動畫跳脫出真人實景，甚至拉隊到台灣去拍攝，可想而知在製作上對完全沒有經驗的詹姆斯來說是難上加難。
作品列表：

《聽昨夜星光》- 2016/2/29 發表

《再見不是陌生人》- 2017/3/21 發表

《逆光》- 2017/10/6 發表

《家的光》- 2018/9/9 發表

《我可以忘記》- 2018/11/22 發表